# Agua Clara, Chiapas
Agua Clara är en ort i Mexiko. Den ligger i kommunen Salto de Agua och delstaten Chiapas, i den sydöstra delen av landet, 800 km öster om huvudstaden Mexico City. Agua Clara ligger 161 meter över havet och antalet invånare är 280.
Terrängen runt Agua Clara är kuperad. Runt Agua Clara är det ganska tätbefolkat, med 54 invånare per kvadratkilometer. Närmaste större samhälle är San Juan Tulija, 9,1 km öster om Agua Clara. Trakten runt Agua Clara består till största delen av jordbruksmark.